# Lin Yen-Hung
Lin Yen-Hung (5 de marzo de 1958) es un deportista taiwanés que compitió en tenis de mesa adaptado. Ganó dos medallas en los Juegos Paralímpicos de Verano, plata en Sídney 2000 y plata en Río de Janeiro 2016.

## Palmarés internacional
| Representando a China Taipéi |                         |                  |            |
| Juegos Paralímpicos          |                         |                  |            |
| Año                          | Lugar                   | Medalla          | Prueba     |
| 2000                         | Sídney (Australia)      | Medalla de plata | Equipo 5   |
| 2016                         | Río de Janeiro (Brasil) | Medalla de plata | Equipo 4-5 |